# Lobkowitzbrücke
Lobkowitzbrücke je most přes řeku Vídeňku spojující břehy vídeňských městských okresů Meidling a Rudolfsheim-Fünfhaus.

## Historie
V místě dnešního Lobkovického mostu býval brod přes Vídeňku. Počátkem 19. století zde již existoval most a úzká lávka. Roku 1837 byl postaven železný most, který nese jméno svého světitele, knížete Augusta Longina z Lobkovic. V důsledku regulace toku Vídeňky byl však most v roce 1898 stržen a nahrazen novým.